# Dieter Schramm (Badminton)
Dieter Schramm (* 11. April 1940; † 19. Mai 2011) war ein deutscher Badmintonspieler. 

## Karriere
Dieter Schramm gewann nach zahlreichen Medaillen im Juniorenbereich 1959 seinen ersten deutschen Titel bei den Erwachsenen im Herrendoppel mit Eckart Paatsch. Ein Jahr später siegte er im Mixed mit Ute Seelbach und im Doppel mit Klaus Dültgen. 1961 war er mit Seelbach noch einmal im Mixed erfolgreich.

## Sportliche Erfolge
| Saison    | Veranstaltung                        | Disziplin    | Platz | Name                                                            |
| --------- | ------------------------------------ | ------------ | ----- | --------------------------------------------------------------- |
| 1954/1955 | Deutsche Einzelmeisterschaft U18     | Mixed        | 1     | Dieter Schramm / Ute Seelbach (BC Düsseldorf)                   |
| 1954/1955 | Deutsche Einzelmeisterschaft U18     | Herreneinzel | 3     | Dieter Schramm (BC Düsseldorf)                                  |
| 1954/1955 | Westdeutsche Einzelmeisterschaft U18 | Herrendoppel | 1     | Dieter Schramm / Eckart Paatsch (BC Düsseldorf)                 |
| 1954/1955 | Deutsche Einzelmeisterschaft U18     | Herrendoppel | 4     | Eckart Paatsch / Dieter Schramm (BC Düsseldorf)                 |
| 1955/1956 | Deutsche Einzelmeisterschaft U18     | Mixed        | 1     | Dieter Schramm / Ute Seelbach (BC Düsseldorf)                   |
| 1955/1956 | Deutsche Einzelmeisterschaft U18     | Herrendoppel | 2     | Eckart Paatsch / Dieter Schramm (BC Düsseldorf)                 |
| 1955/1956 | Deutsche Einzelmeisterschaft U18     | Herreneinzel | 4     | Dieter Schramm (BC Düsseldorf)                                  |
| 1956/1957 | Deutsche Einzelmeisterschaft U18     | Herrendoppel | 1     | Dieter Schramm / Eckart Paatsch (BC Düsseldorf)                 |
| 1956/1957 | Deutsche Einzelmeisterschaft U18     | Herreneinzel | 1     | Dieter Schramm (BC Düsseldorf)                                  |
| 1956/1957 | Deutsche Einzelmeisterschaft U18     | Mixed        | 2     | Dieter Schramm / Ute Seelbach (BC Düsseldorf)                   |
| 1956/1957 | Westdeutsche Einzelmeisterschaft U18 | Herreneinzel | 1     | Dieter Schramm (BC Düsseldorf)                                  |
| 1957/1958 | Deutsche Einzelmeisterschaft U18     | Herreneinzel | 1     | Dieter Schramm (BC Düsseldorf)                                  |
| 1957/1958 | Westdeutsche Einzelmeisterschaft U18 | Mixed        | 1     | Dieter Schramm / Ute Seelbach (BC Düsseldorf)                   |
| 1957/1958 | Deutsche Einzelmeisterschaft U18     | Mixed        | 1     | Dieter Schramm / Ute Seelbach (BC Düsseldorf)                   |
| 1957/1958 | Westdeutsche Einzelmeisterschaft U18 | Herreneinzel | 1     | Dieter Schramm (BC Düsseldorf)                                  |
| 1958/1959 | Deutsche Einzelmeisterschaft         | Herrendoppel | 1     | Dieter Schramm / Eckart Paatsch (BC Düsseldorf)                 |
| 1958/1959 | Deutsche Einzelmeisterschaft         | Herreneinzel | 2     | Dieter Schramm (BC Düsseldorf)                                  |
| 1959/1960 | Deutsche Einzelmeisterschaft         | Mixed        | 1     | Dieter Schramm / Ute Seelbach (BC Düsseldorf)                   |
| 1959/1960 | Deutsche Einzelmeisterschaft         | Herreneinzel | 2     | Dieter Schramm (BC Düsseldorf)                                  |
| 1959/1960 | Deutsche Einzelmeisterschaft         | Herrendoppel | 1     | Dieter Schramm / Klaus Dültgen (BC Düsseldorf / Merscheider TV) |
| 1959/1960 | Westdeutsche Einzelmeisterschaft     | Mixed        | 1     | Dieter Schramm / Ute Seelbach (BC Düsseldorf)                   |
| 1960/1961 | Deutsche Einzelmeisterschaft         | Mixed        | 1     | Dieter Schramm / Ute Seelbach (BC Düsseldorf)                   |
| 1960/1961 | Westdeutsche Einzelmeisterschaft     | Mixed        | 1     | Dieter Schramm / Ute Seelbach (BC Düsseldorf)                   |

## Referenzen
- Martin Knupp: Deutscher Badminton Almanach, Eigenverlag/Deutscher Badminton-Verband (2003), 230 Seiten
- http://badminton.de/UEber-Badmintonmenschen.276.0.html

| Personendaten    | Personendaten              |
| ---------------- | -------------------------- |
| NAME             | Schramm, Dieter            |
| KURZBESCHREIBUNG | deutscher Badmintonspieler |
| GEBURTSDATUM     | 11. April 1940             |
| STERBEDATUM      | 19. Mai 2011               |